# Светско првенство у пливању 2015 — 200 м мешовито за жене
Такмичење у пливању у дисциплини 200 метара мешовитим стилом за жене на Светском првенству у пливању 2015. одржало се у два дана 2. августа (квалификације и полуфинале) и 3. августа (финале) као део програма Светског првенства у воденим спортовима. Трке су се одржавале у базену Казањске арене у граду Казању (Русија).
За трке је било пријављено укупно 39 такмичарки из 32 земље. Титулу светског првака из 2013. са успехом је одбранила мађарска пливачица Катинка Хосу која је у финалу тријумфовала са 2,32 секунде предности испред другопласиране Јапанке Канако Ватанабе. Бронзану медаљу освојила је пливачица из Велике Британије Шобан-Мари О'Конор. Катинка Хосу је финалну трку испливала за 2:06,12 што је уједно и нови светски рекорд у овој дисциплини.
Српска пливачица Ања Цревар учествовала је у квалификацијама где је заузела укупно 35. место испливавши своју трку за 2:21,51 минута, што није било довољно за пласман у полуфинале.

## Освајачи медаља
|                    | Резултат |                       | Резултат |                          | Резултат |
|                    |          |                       |          |                          |          |
| Катинка Хосу (HUN) | 2:06,12  | Канако Ватанабе (JPN) | 2:08,45  | Шобан-Мари О'Конор (GBR) | 2:08,77  |

## Званични рекорди
Пре почетка такмичења званични свестки рекорд и рекорд шампионата у овој дисциплини су били следећи:
| Рекорд                     | Име                  | Резултат | Место         | Датум         |
| -------------------------- | -------------------- | -------- | ------------- | ------------- |
| Светски рекорд             | Аријана Кукорс (USA) | 2:06,15  | Рим (Италија) | 27. јул 2009. |
| Рекорд светских првенстава | Аријана Кукорс (USA) | 2:06,15  | Рим (Италија) | 27. јул 2009. |

У финалној трци постављен је нови светски, а самим тим и рекорд првенстава:
| Датум     | Трка   | Пливач       | Репрезентација | Резултат | Рекорд |
| --------- | ------ | ------------ | -------------- | -------- | ------ |
| 3. август | Финале | Катинка Хосу | Мађарска       | 2:06.12  | СР     |

## Земље учеснице
За трке на 200 метара мешовитим стилом било је пријављено укупно 39 такмичарки из 32 земље, а свака од земаља могла је да пријави максимално два такмичара по утрци.
| - Аргентина (1) - Аустралија (2) - Аустрија (1) - Бразил (1) - Велика Британија (2) - Вијетнам (1) - Зимбабве (1) - Израел (1) | - Ирска (1) - Исланд (1) - Јапан (2) - Јордан (1) - Јужна Кореја (1) - Канада (2) - Кина (2) - Мадагаскар (1) | - Мађарска (2) - Мексико (1) - Немачка (1) - Португал (1) - Русија (1) - Сејшели (1) - Сједињене Државе (2) - Србија (1) | - Тајланд (1) - Турска (1) - Узбекистан (1) - Француска (1) - Хонгконг (1) - Хрватска (1) - Чешка (1) - Шведска (2) |

## Квалификације
У квалификацијама се пливало у 4 квалификационе групе, а сваку од група чинило је по 10 пливачица, изузев прве групе у којој је пливало 9 такмичарки. Пласман у полуфинале обезбедило је 16 такмичарки које су у квалификацијама оствариле најбоља времена.
Квалификационе трке пливане су 2. августа у јутарњем делу програма, са почетком прве трке у 10:28 по локалном времену.
| ПЛ. | Трка | Стаза | Пливач                   | Репрезентација   | Време   | Нап.   |
| --- | ---- | ----- | ------------------------ | ---------------- | ------- | ------ |
| 01. | 4    | 4     | Катинка Хосу             | Мађарска         | 2:07,30 | КВ, ЕР |
| 02. | 3    | 4     | Шобан-Мари О'Конор       | Велика Британија | 2:08,92 | КВ     |
| 03. | 4    | 5     | Канако Ватанабе          | Јапан            | 2:10,37 | КВ     |
| 04. | 2    | 3     | Сидни Пикрем             | Канада           | 2:10,94 | КВ     |
| 05. | 2    | 4     | Је Шивен                 | Кина             | 2:11,23 | КВ     |
| 06. | 2    | 5     | Мелани Маргалис          | Сједињене Државе | 2:11,88 | КВ     |
| 07. | 4    | 3     | Хана Мајли               | Велика Британија | 2:12,22 | КВ     |
| 08. | 4    | 6     | Сакико Шимицу            | Јапан            | 2:12,27 | КВ     |
| 09. | 3    | 5     | Маја Дирадо              | Сједињене Државе | 2:12,38 | КВ     |
| 09. | 3    | 3     | Жужана Јакабош           | Мађарска         | 2:12,38 | КВ     |
| 11. | 4    | 2     | Жоана Марањао            | Бразил           | 2:12,74 | КВ     |
| 12. | 3    | 0     | Викторија Зејнеп Гунеш   | Турска           | 2:12,91 | КВ     |
| 13. | 3    | 1     | Шобан Хаухеј             | Хонгконг         | 2:13,07 | КВ     |
| 14. | 2    | 1     | Барбора Завадова         | Чешка            | 2:13,12 | КВ     |
| 15. | 3    | 2     | Теса Волас               | Аустралија       | 2:13,23 | КВ     |
| 16. | 2    | 2     | Nguyễn Thị Ánh Viên      | Вијетнам         | 2:13,41 | КВ     |
| 17. | 4    | 7     | Керин Макмастер          | Аустралија       | 2:13,42 |        |
| 18. | 3    | 8     | Лара Гранжон             | Француска        | 2:13,50 |        |
| 19. | 3    | 6     | Лиса Цајсер              | Аустрија         | 2:13,90 |        |
| 20. | 2    | 8     | Храфнхилдур Лутерсдоутир | Исланд           | 2:14,12 |        |
| 21. | 3    | 7     | Луисе Хансон             | Шведска          | 2:14,49 |        |
| 22. | 4    | 1     | Џоу Мин                  | Кина             | 2:15,08 |        |
| 22. | 4    | 8     | Стине Гардел             | Шведска          | 2:15,08 |        |
| 24. | 3    | 9     | Ранохон Аманова          | Узбекистан       | 2:15,13 |        |
| 25. | 2    | 0     | Керсти Ковентри          | Зимбабве         | 2:15,39 |        |
| 26. | 4    | 0     | Нам Јо-сун               | Јужна Кореја     | 2:16,58 |        |
| 27. | 2    | 6     | Викторија Андрејева      | Русија           | 2:16,85 |        |
| 28. | 1    | 5     | Викторија Каминскаја     | Португал         | 2:16,89 |        |
| 29. | 1    | 6     | Ана Радић                | Хрватска         | 2:17,04 |        |
| 30. | 2    | 7     | Тереза Михалак           | Немачка          | 2:17,12 |        |
| 31. | 1    | 4     | Вирхинија Бардач         | Аргентина        | 2:17,24 |        |
| 32. | 1    | 2     | Фијангхван Павапотако    | Тајланд          | 2:17,69 |        |
| 33. | 4    | 9     | Сајсерика Макмахон       | Ирска            | 2:17.88 |        |
| 34. | 2    | 9     | Амит Иври                | Израел           | 2:18,35 |        |
| 35. | 1    | 3     | Ања Цревар               | Србија           | 2:21,51 |        |
| 36. | 1    | 7     | Хеорхина Гонзалез        | Мексико          | 2:24,33 |        |
| 37. | 1    | 8     | Алексус Лаирд            | Сејшели          | 2:27,68 |        |
| 38. | 1    | 1     | Лидија Муслех            | Јордан           | 2:27,94 |        |
| 39. | 1    | 0     | Естела Филс Рабецара     | Мадагаскар       | 2:36,25 |        |

Напомена: КВ - квалификоација; ЕР - европски рекорд

## Полуфинала
Полуфиналне трке пливане су у вечерњем делу програма 2. августа са почетком у 17:53 по локалном времену.
Прво полуфинале
| ПЛ. | Стаза | Пливач                 | Репрезентација   | Време   | Нап. |
| --- | ----- | ---------------------- | ---------------- | ------- | ---- |
| 1.  | 4     | Шобан-Мари О'Конор     | Велика Британија | 2:08,45 | КВ   |
| 2.  | 5     | Сидни Пикрем           | Канада           | 2:10,08 | КВ   |
| 3.  | 3     | Мелани Маргалис        | Сједињене Државе | 2:10,61 | КВ   |
| 4.  | 7     | Викторија Зејнеп Гунеш | Турска           | 2:11,46 | СРЈ  |
| 5.  | 6     | Сакико Шимицу          | Јапан            | 2:11,53 |      |
| 6.  | 2     | Жужана Јакабош         | Мађарска         | 2:11,91 |      |
| 7.  | 1     | Барбора Завадова       | Чешка            | 2:11,97 |      |
| 8.  | 8     | Nguyễn Thị Ánh Viên    | Вијетнам         | 2:13,29 |      |

Друго полуфинале
| ПЛ. | Стаза | Пливач          | Репрезентација   | Време   | Нап.   |
| --- | ----- | --------------- | ---------------- | ------- | ------ |
| 1.  | 4     | Катинка Хосу    | Мађарска         | 2:06,84 | КВ, ЕР |
| 2.  | 5     | Канако Ватанабе | Јапан            | 2:09,61 | КВ     |
| 3.  | 2     | Маја Дирадо     | Сједињене Државе | 2:09,82 | КВ     |
| 4.  | 6     | Хана Мајли      | Велика Британија | 2:11,19 | КВ     |
| 5.  | 3     | Је Шивен        | Кина             | 2:11,39 | КВ     |
| 6.  | 7     | Жоана Марањао   | Бразил           | 2:12,64 |        |
| 7.  | 1     | Шобан Хаухеј    | Хонгконг         | 2:13,26 |        |
| 8.  | 8     | Теса Волас      | Аустралија       | 2:14,34 |        |

Напомена: КВ - квалификација; СРЈ - светски рекорд за јуниоре; ЕР - европски рекорд

## Финале
Финална трка пливана је 3. августа са почетком у 18:54 по локалном времену.
| ПЛ. | Стаза | Пливач             | Репрезентација   | Време   | Нап. |
| --- | ----- | ------------------ | ---------------- | ------- | ---- |
|     | 4     | Катинка Хосу       | Мађарска         | 2:06,12 | СР   |
| 2   | 3     | Канако Ватанабе    | Јапан            | 2:08,45 |      |
| 3   | 5     | Шобан-Мари О'Конор | Велика Британија | 2:08,77 |      |
| 4.  | 6     | Маја Дирадо        | Сједињене Државе | 2:08,99 |      |
| 5.  | 1     | Хана Мајли         | Велика Британија | 2:10,19 |      |
| 6.  | 2     | Сидни Пикрем       | Канада           | 2:10,32 |      |
| 7.  | 7     | Мелани Маргалис    | Сједињене Државе | 2:10,41 |      |
| 8.  | 8     | Је Шивен           | Кина             | 2:14,01 |      |

Напомена: СР - светски рекорд